# 春日萌衣
春日 萌衣（かすが めい、10月10日 - ）は、日本の女性声優。エスエスピー所属から所属フリーへ。大阪出身。血液型はB型。

## 出演作品

### テレビアニメ
2015年
- ゆるゆり さん☆ハイ!（陸上部員B)

### ゲーム
2015年
- crossbeats REV. （暁月）

### CM
- サッポロ黒ラベル
- 「2014W杯・NHKテーマソング椎名林檎『NIPPON』」
- PC Matic CM「ハリネズミ篇」

### ラジオ
2015年
- FM湘南ナパサ 「進撃ラジオ！サブカルサタデー」 （パーソナリティー）
- FM湘南ナパサ 「ラジオドラマ・ヴァイオレーター」 （ミキ少尉）
- いちはらFM サウンド・パーティー （パーソナリティー）
- FM西東京 漫学 〜Nちゃんねる〜 （ゲスト）
- FM西東京 You Gotチャンネルα （ゲスト）
- FM西東京 ミッドナイトスクール （ゲスト）

### 舞台
- Ro-doku「音戯草子」